# Elisabeth Baldauf
Elisabeth Baldauf (* 3. August 1990) ist eine ehemalige österreichische Badmintonspielerin, Olympionikin (2016) und mehrfache nationale Meisterin.

## Werdegang
Elisabeth Baldauf wuchs in Egg (Vorarlberg) auf.
2009 wurde sie österreichische Meisterin im Damendoppel mit Belinda Heber. 2011 nahm sie im Mixed an der Badminton-Weltmeisterschaft teil und erreichte dort gemeinsam mit Roman Zirnwald den 17. Platz. Bei den Olympischen Sommerspielen 2016 nahm sie für Österreich am Dameneinzel teil.
Im April 2018 erklärte die 27-Jährige ihre aktive Karriere für beendet und begründete ihren Entschluss mit gesundheitlichen Problemen sowie mangelnder Unterstützung durch den Verband.
Baldauf ist mit dem Badmintonspieler David Obernosterer liiert.

## Sportliche Erfolge

### Europameisterschaften und Weltmeisterschaften
| Saison | Veranstaltung       | Ort              | Platz   | Disziplin                        |
| ------ | ------------------- | ---------------- | ------- | -------------------------------- |
| 2016   | Europameisterschaft | La Roche sur Yon | 33./64. | Dameneinzel                      |
| 2016   | Europameisterschaft | La Roche sur Yon | 17./32. | Mixeddoppel (David Obernosterer) |
| 2014   | Weltmeisterschaft   | Kopenhagen       | 17./32. | Mixeddoppel (Roman Zirnwald)     |
| 2014   | Europameisterschaft | Basel            | 17./32. | Mixeddoppel (Roman Zirnwald)     |
| 2012   | Europameisterschaft | Karlskrona       | 33./64. | Mixeddoppel (Roman Zirnwald)     |
| 2011   | Weltmeisterschaft   | London           | 17./32. | Mixeddoppel (Roman Zirnwald)     |

### Internationale Erfolge
| Saison | Veranstaltung               | Ort                     | Disziplin | Platz | Name                                   |
| ------ | --------------------------- | ----------------------- | --------- | ----- | -------------------------------------- |
| 2015   | Trinidad International      | Trinidad und Tobago     | Einzel    | 1     | Elisabeth Baldauf                      |
| 2015   | Santo Domingo International | Dominikanische Republik | Einzel    | 1     | Elisabeth Baldauf                      |
| 2015   | Argentinia International    | Argentinien             | Einzel    | 1     | Elisabeth Baldauf                      |
| 2014   | Portugal International      | Portugal                | Mixed     | 1     | Roman Zirnwald / Elisabeth Baldauf     |
| 2014   | Santo Domingo International | Dominikanische Republik | Einzel    | 1     | Elisabeth Baldauf                      |
| 2014   | Santo Domingo International | Dominikanische Republik | Mixed     | 1     | David Obernosterer / Elisabeth Baldauf |
| 2012   | Bulgaria Open               | Bulgarien               | Mixed     | 1     | Roman Zirnwald / Elisabeth Baldauf     |

### Nationale Titel
| Saison | Veranstaltung                       | Ort       | Platz | Disziplin   | Partner/in       |
| ------ | ----------------------------------- | --------- | ----- | ----------- | ---------------- |
| 2017   | Österreichische Einzelmeisterschaft | Feldkirch | 1     | Mixeddoppel | Roman Zirnwald   |
| 2015   | Österreichische Einzelmeisterschaft | Linz      | 1     | Dameneinzel | –                |
| 2015   | Österreichische Einzelmeisterschaft | Linz      | 1     | Mixeddoppel | Roman Zirnwald   |
| 2015   | Österreichische Einzelmeisterschaft | Linz      | 1     | Damendoppel | Iris Freimüller  |
| 2014   | Österreichische Einzelmeisterschaft | Wien      | 1     | Mixeddoppel | Roman Zirnwald   |
| 2014   | Österreichische Einzelmeisterschaft | Wien      | 1     | Damendoppel | Belinda Heber    |
| 2013   | Österreichische Einzelmeisterschaft | Feldkirch | 1     | Mixeddoppel | Roman Zirnwald   |
| 2013   | Österreichische Einzelmeisterschaft | Feldkirch | 1     | Damendoppel | Alexandra Mathis |
| 2012   | Österreichische Einzelmeisterschaft | Wolfurt   | 1     | Mixeddoppel | Roman Zirnwald   |
| 2012   | Österreichische Einzelmeisterschaft | Wolfurt   | 1     | Damendoppel | Alexandra Mathis |
| 2009   | Österreichische Einzelmeisterschaft | Wien      | 1     | Damendoppel | Belinda Heber    |